# ساحة الحطب
ساحة الحطب هي واحدة من أقدم ساحات مدينة حلب في سوريا. تقع الساحة في حي «الجديدة» القديم، خارج الأسوار التاريخية لمدينة حلب القديمة.

## التاريخ
في عام 1400، استولى القائد المغولي تيمورلنك على مدينة حلب التي كانت بيد المماليك. قام بمذابح بحق السكان، وأمر ببناء برج مؤلف من 20.000 جمجمة خارج المدينة. بعد انسحاب المغول، عاد السكان المسلمون إلى المدينة. بينما لم يستطع السكان المسيحيون الذين غادروا المدينة خلال الغزو المغولي للمدينة من الاستيطان مرة أخرى في حيّهم الخاص في المدينة القديمة، مما دفع بهم لإقامة حي جديد عام 1420، بني هذا الحيّ الجديد في الضواحي الشمالية لمدينة حلب خارج أسوار المدينة القديمة، ليصبح هذا الحي معروفاً باسم حي الجديدة.
أصبحت الساحة مركزاً للحي الجديد، حيث يحيط بالحي العديد من الكنائس والحمامات العامة والخانات والكاروانسرات. تحولت الساحة بسرعة أحد أنشط المراكز التجارية المزدحمة في المدينة.
في هذه الأيام، يوجد في الساحة العديد من الفنادق المقامة على مبان تاريخية مثل «دار زمريا»، ومتاحف تقليدية مثل «بيت غزالة» و«بيت أجقباش». تشتهر الساحة أيضاً بالكثير من محلات التحف والحلي المصنوعة يدوياً. كذلك يقع مطعم «أبو عبدو الفوال» الشهير بالقرب من الساحة.

## المعرض

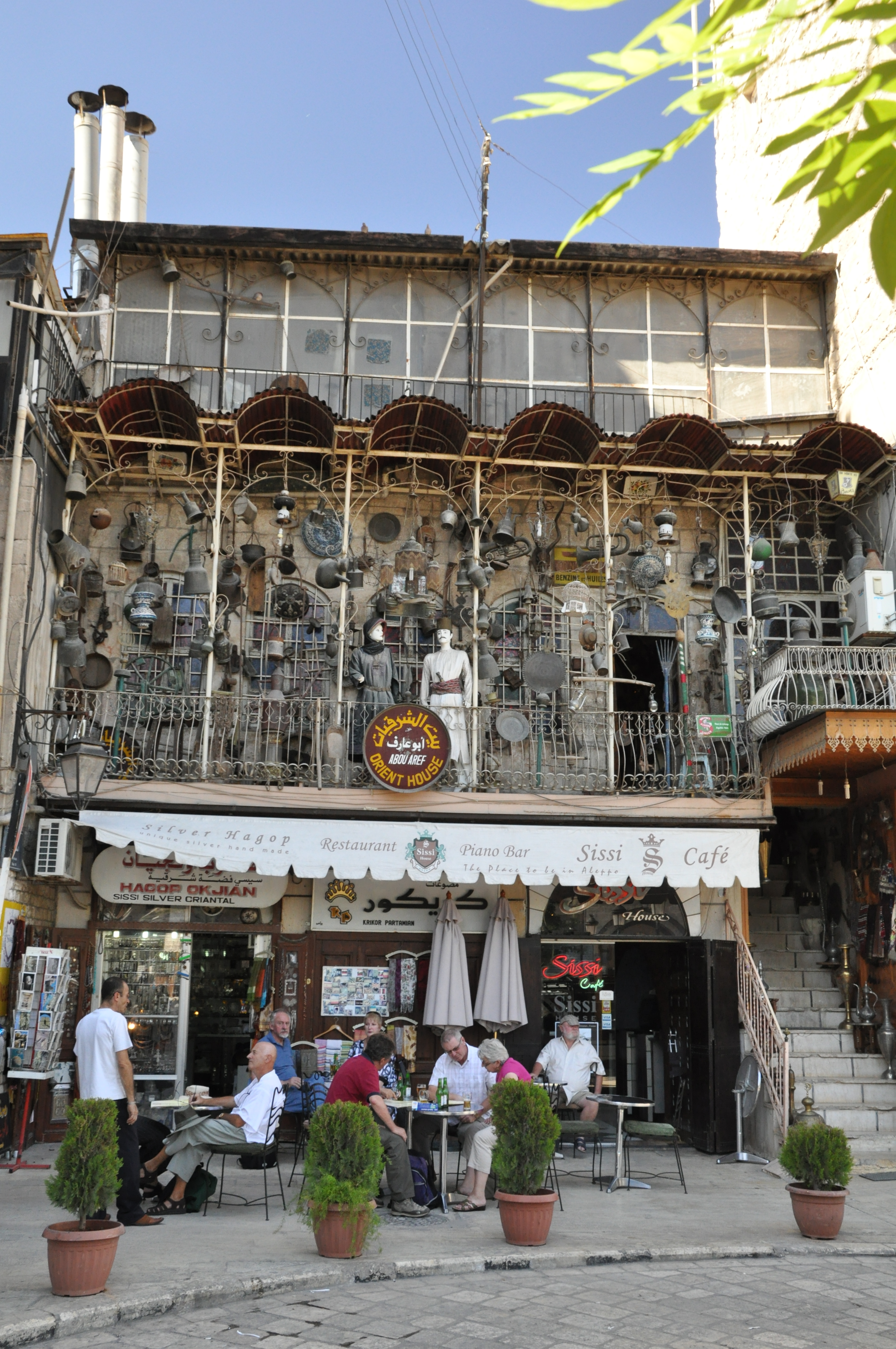
محل لبيع التحف الأثرية في الساحة
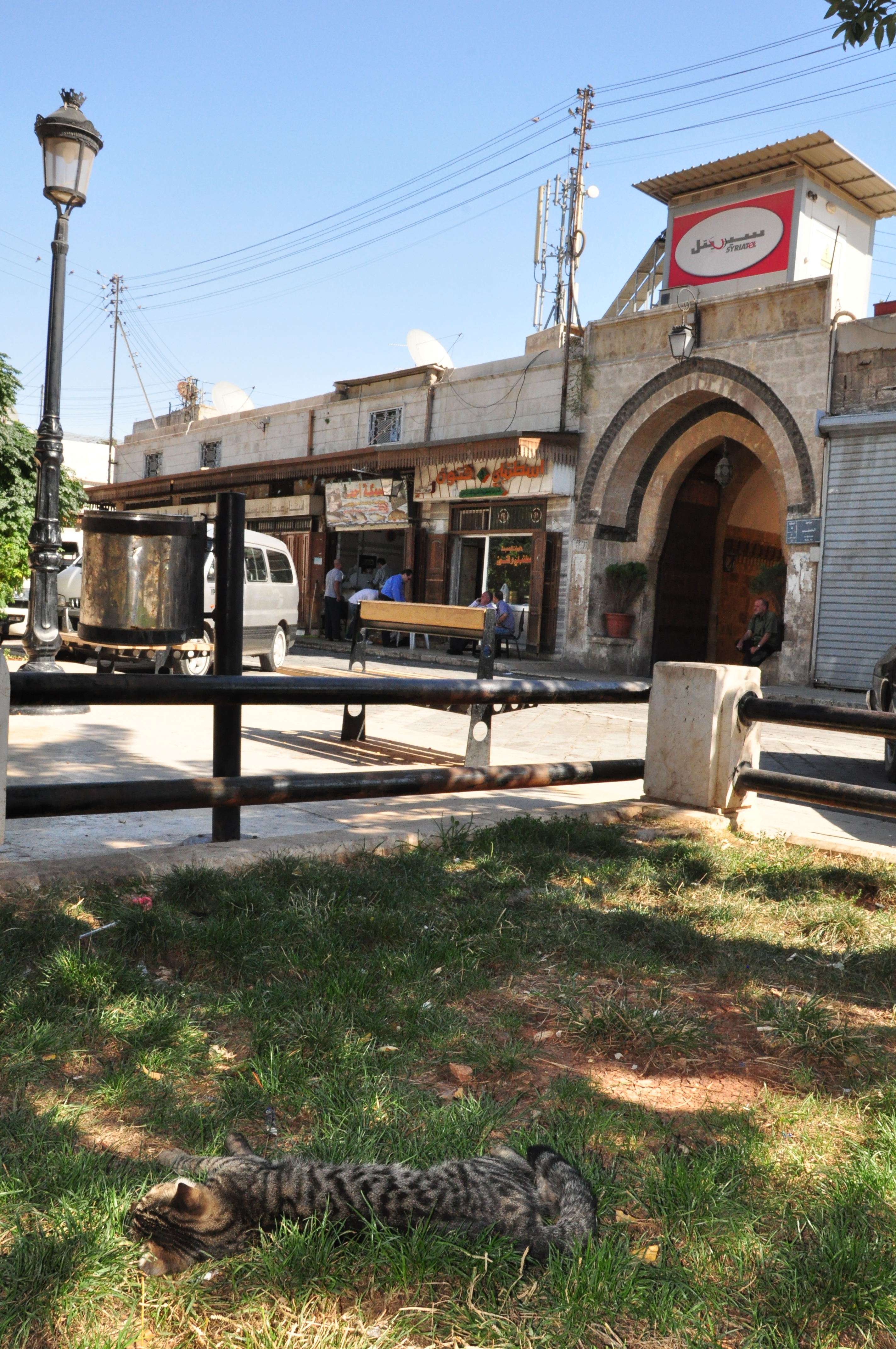
منظر من الساحة